# 潜伊500型
潜伊500型（せんい500がた）は、架空戦記『紺碧の艦隊』に登場する架空の潜水艦である。なお、実際の日本海軍にも伊500の番号を持つ艦は存在しているがこれらは海外からの鹵獲艦であった。

## 特徴
紺碧艦隊主力艦であり初代旗艦の『特潜伊601 富嶽号』に勝るとも劣らない活躍をしている。紺碧会により策定された『潜水艦隊決戦思考』における航空攻撃艦隊として、水上戦闘爆撃機『春嵐』3機を搭載しており、こちらが直接的に伊400型の後世版である。
建造艦は伊501水神号、伊502快竜号、伊503爽海号の三艦。
伊601と同様に改装が重ねられて第3次世界大戦終戦まで活躍を続けた。

## 武装
- 62cm魚雷発射管:12門
- 25mm3連装機関銃:3基（9門）
- 噴進弾発射機（第一次改装後装備）etc

### 航空機
- 水上爆撃戦闘機『春嵐』:3機[1]

## OVA
劇中では司令塔が格納筒の真中に位置し艦首魚雷発射管も8門である。なお、第一次改装後のマダガスカル攻略作戦(12巻)においてカタパルトが旋回式になっていたがそれ以後はその描写は見られなかった。